# Слабченко, Василий Григорьевич
Василий Григорьевич Слабченко — советский военнослужащий, участник Великой Отечественной войны, полный кавалер ордена Славы, сапёр-разведчик 410-й отдельной сапёрной роты (242-я горно-стрелковая дивизия, вначале отдельная Приморская армия, затем 1-я гвардейская армия, 4-й Украинский фронт), ефрейтор.

## Биография
Василий Григорьевич Слабченко родился в крестьянской семье в станице Черноерковская Таманского отдела Кубано-Черноморской области. В 1939 году окончил 7 классов школы.
В 1941 году Черноерковским райвоенкоматом Краснодарского края был призван в ряды Красной армии. С сентября 1942 года на фронтах Великой Отечественной войны.
Находясь во взводе инженерной разведки при наступлении войск в Крымском районе Краснодарского края возле населённых пунктов Молдаванское, Неберджаевская, красноармеец Слабченко обнаружил 2 противотанковых минных поля и обозначил их границы, сняв 34 мины. Проделал проход в проволочном заграждении шириной 6-8 м. В течение 13 дней в составе кавалерийского эскадрона расчищал путь, сняв 13 мин и прорезав проволочное заграждение, принимал активное участие в разведке с разведчиками эскадрона.  Сопровождая группу армейских разведчиков, прорезал проволочное заграждение и снял 6 противотанковых мин. Приказом по 242-й горно-стрелковой дивизии (Северо-Кавказский фронт) от 4 сентября 1943 года за мужество и героизм в боях с немецко-фашистскими захватчиками красноармеец Слабченко был награждён медалью «За отвагу».
В ночь на 22 марта 1944 года в районе высоты 133,3 возле села Булганак (Кольчугино (Крым) ефрейтор Слабченко обнаружил минное поле и расчистил на нём проходы для танков, первым по нейтральной полосе добрался до проволочного заграждения, проделал в нём проход и разминировал минное поле для прохождения танков. Ведя наблюдение за противником, обнаружил 3 дзота.  Приказом по 242-й горно-стрелковой дивизии от 4 апреля 1944 года за мужество и героизм в боях с немецко-фашистскими захватчиками он был награждён второй медалью «За отвагу».
В период наступательных боёв в Крыму в периода 11 апреля по 12 мая 1944 года рядовой Слабченко неоднократно проводил разминированиеминных полей противника. Так в ночь6—7 мая 1944 года он проделывал проходы и снял несколько мин, обеспечив успех наступающей пехоте.

Действуя в составе войсковой разведки, в ночь на 10 мая на Херсонесском валу снял 72 противопехотных мины, обеспечив успех действиям разведки.

12 мая под огнём противника проделал 3 прохода в проволочном заграждении и снял 88 противотанковых мин.

Всего за время боев им снято 2809 противотанковых и 160 противопехотных мины. Приказом по 3-му горнострелковому корпусу Отдельной Приморской армии от 12 июня 1944 года он был награждён орденом Славы 3-й степени.
При разведке дороги Габура — Боров в октябре 1944 года Слабченко под огнём противника обнаружил заминированный участок дороги и огневые точки противника. 14—16 октября он с группой разведчиков был внезапно атакован превосходящими силами противника. Автоматным огнём он с разведчиками отразил 2 контратаки противника и из своего автомата уничтожил 3-х солдат противника. Приказом по 1-й гвардейской армии 18 ноября 1944 года он был награждён орденом Славы 2-й степени.
В период 8—11 января 1945 года, ефрейтор Слабченко находился в составе группы по выполнению особого задания командующего артиллерией 242-й горно-стрелковой дивизии по разведке районов огневых позиций артиллерии противника и характере движения на автодороге Герляны — Банске (Кошицкий край и Прешовский край, Словакия). Углубившись в тыл противника на 6 км,  он обнаружил 1 миномётную батарею, станковый пулемёт и группу блиндажей с солдатами противника. Установлено, что противник по дороге к линии фронта на автомобильном и гужевом транспорте осуществляет подвоз боеприпасов. Приказом по 3-му горно-стрелковому корпусу от 14 февраля 1945 года он был награждён орденом Отечественной войны 2-й степени.
В ночь на 17 декабря 1944 года, участвуя в ночном поиске и захвате контрольного пленного возле населённого пункта Бачков в Словакии, ефрейтор Слабченко проделал проходы в двух линиях проволочных заграждений (спираль Бруно) и минном заграждении, сняв 5 растяжек, обеспечил проход группы в тыл противника и захват группой контрольного пленного, который по доставлении командованию, дал ценные сведения.  Указом Президиума Верховного Совета СССР от 24 марта 1945 года он был награждён орденом Славы 1-й степени.
Ефрейтор Слабченко был демобилизован в марте 1947 года. Жил на хуторе Чёрный Ерик . Работал егерем в Приазовском государственном заказнике.
Скончался Василий Григорьевич Слабченко 13 июня 1974 года.